# The Rooftop Singers
The Rooftop Singers waren een Amerikaans progressief folkzangtrio in de vroege jaren 1960, vooral bekend van de hit Walk Right In. De groep bestond uit Erik Darling en Bill Svanoe (zang, gitaar) en voormalig jazzzangeres Lynne Taylor (zang).

## Bezetting
- Erik Darling[3] (zang, gitaar)
- Bill Svanoe (zang, gitaar)
- Lynne Taylor (zang)
- Mindy Stuart
- Patricia Street

## Carrière
Darling bracht de groep samen in juni 1962, speciaal om de bijgewerkte en uptempo versie van het folk bluesnummer Walk Right In van Gus Cannon uit 1929 op te nemen. Het trio nam het nummer op voor Vanguard Records, met bijgewerkte teksten en een arrangement met gepaarde 12-snarige akoestische gitaren. De plaat werd de meest succesvolle single in de geschiedenis van Vanguard.
In de Verenigde Staten stond het nummer begin 1963 twee weken op nummer 1 in de Billboard Hot 100 en bracht vijf weken door in de Easy Listening-hitlijst, die later bekend werd als de Adult Contemporary-hitlijst. Bovendien bereikte Walk Right In zowel de r&b- (met een piek op nummer 4) als de country-hitlijst (met een piek op nummer 23). Het nummer bereikte volgens het Kent Music Report nummer 1 in Australië en het plaatste zich in de UK Singles Chart, met een piek op nummer 10. Van de plaat werden meer dan een miljoen exemplaren verkocht, waarmee het de status van gouden schijf kreeg.
Het album dat het nummer bevatte, heette ook Walk Right In en werd genomineerd voor een Grammy Award in de categorie «Best Folk Recording». De groep was meer beïnvloed door ragtime, blues en songstermateriaal dan door hedendaagse folkgroepen als The Weavers, waartoe Darling behoorde vlak voordat hij The Rooftop Singers formeerde. Ze waren ook minder openlijk politiek.
De groep speelde in 1963 op het Newport Folk Festival. Vanguard bracht nog een aantal singles uit, waarvan de meest succesvolle Tom Cat was (nummer 20, mei 1963). Onder druk van haar man verliet Taylor het trio kort nadat Vanguard het tweede album Good Time!  uitbracht en Darling en Svanoe rekruteerden Mindy Stuart om haar te vervangen. Die bezetting nam nog het laatste album Rainy River op. Patricia Street verving Stuart kort voordat The Rooftop Singers in 1967 formeel uit elkaar gingen. Darling en Street werkten samen tot in het begin van de jaren 1970 met het opnemen van het album The Possible Dream voor Vanguard.

## Overlijden
Lynne Taylor werd geboren op 6 januari 1936. Volgens haar familie overleed ze op 21 april 1979 op 43-jarige leeftijd aan een zelf toegebrachte schotwond. Erik Darling overleed op 3 augustus 2008 op 74-jarige leeftijd in Chapel Hill aan het Burkittlymfoom.